# Ifereimi Vasu
Le lieutenant-colonel Ifereimi Vasu, né le 7 octobre 1959, est un militaire puis homme politique fidjien.

## Biographie
Il étudie à l'Institut de Technologie des Fidji et s'engage dans les Forces militaires royales des Fidji, participant à la Force intérimaire des Nations unies au Liban et atteignant le grade de lieutenant-colonel. En 2011 il est nommé directeur des Services pénitenciers des Fidji.
Candidat pour le parti Sodelpa (droite ethno-nationaliste autochtone et chrétienne) aux élections législatives de 2022, il est élu député au Parlement des Fidji,. Il est nommé au Cabinet du gouvernement de coalition du nouveau Premier ministre Sitiveni Rabuka, qui lui confie le ministère des Affaires itaukei (affaires autochtones) ainsi que le ministère de la Culture, du Patrimoine et des Arts. En avril 2025, introduisant un plan de développement stratégique visant à aider les communautés autochtones en milieu rural à exploiter les ressources de leurs terres à des fins commerciales, il affirme que les autochtones vivant dans la pauvreté sur leurs terres communautaires « choisissent d'être pauvres ».